# اولگا بل
اولگا بل (زاده اولگا بالاشووا، روسی: Ольга Балашова، ۳ اکتبر ۱۹۸۳) یک موسیقیدان، تهیه‌کننده موسیقی، آهنگساز و خواننده و ترانه‌سرای آمریکایی است. او در مسکو، روسیه به دنیا آمد، در آنکوریج، آلاسکا بزرگ شد و در حال حاضر در بروکلین، نیویورک مستقر است. او که پیانیست آموزش دیده کلاسیک و تهیه‌کننده موسیقی الکترونیک خودآموخته است، در طیف وسیعی از ژانرها از جمله کلاسیک، پاپ الکترونیک و فولک روسی کار کرده است.
بل در هفت سالگی، پس از نقل مکان با مادرش از مسکو به آنکوریج، آلاسکا، نواختن پیانو را آغاز کرد و دو سال بعد اولین حضور خود را در معرض دید عموم قرار داد. بل زیر نظر سوتلانا ولیچکو، استاد سابق کنسرواتوار مسکو و دانشجوی ساموئل فاینبرگ، تحصیل کرد و در دوازده سالگی یک آهنگ اصلی را برای پیانو و ارکستر با زادگاهش سمفونی آنکوریج اجرا کرد. در شانزده سالگی به عنوان سولیست کنسرتو با ارکستر مدنی آنکوریج اجرا کرد. در دبیرستان با بورسیه در جشنواره موسیقی و مدرسه آسپن شرکت کرد. او همچنین عضو مرکز بانف و جشنواره نورفولک ییل بود و در آنجا با کلود فرانک و اعضای کوارتت‌های زهی جولیارد، توکیو و سن پترزبورگ تحصیل کرد.